# Dilan Cruz Medina

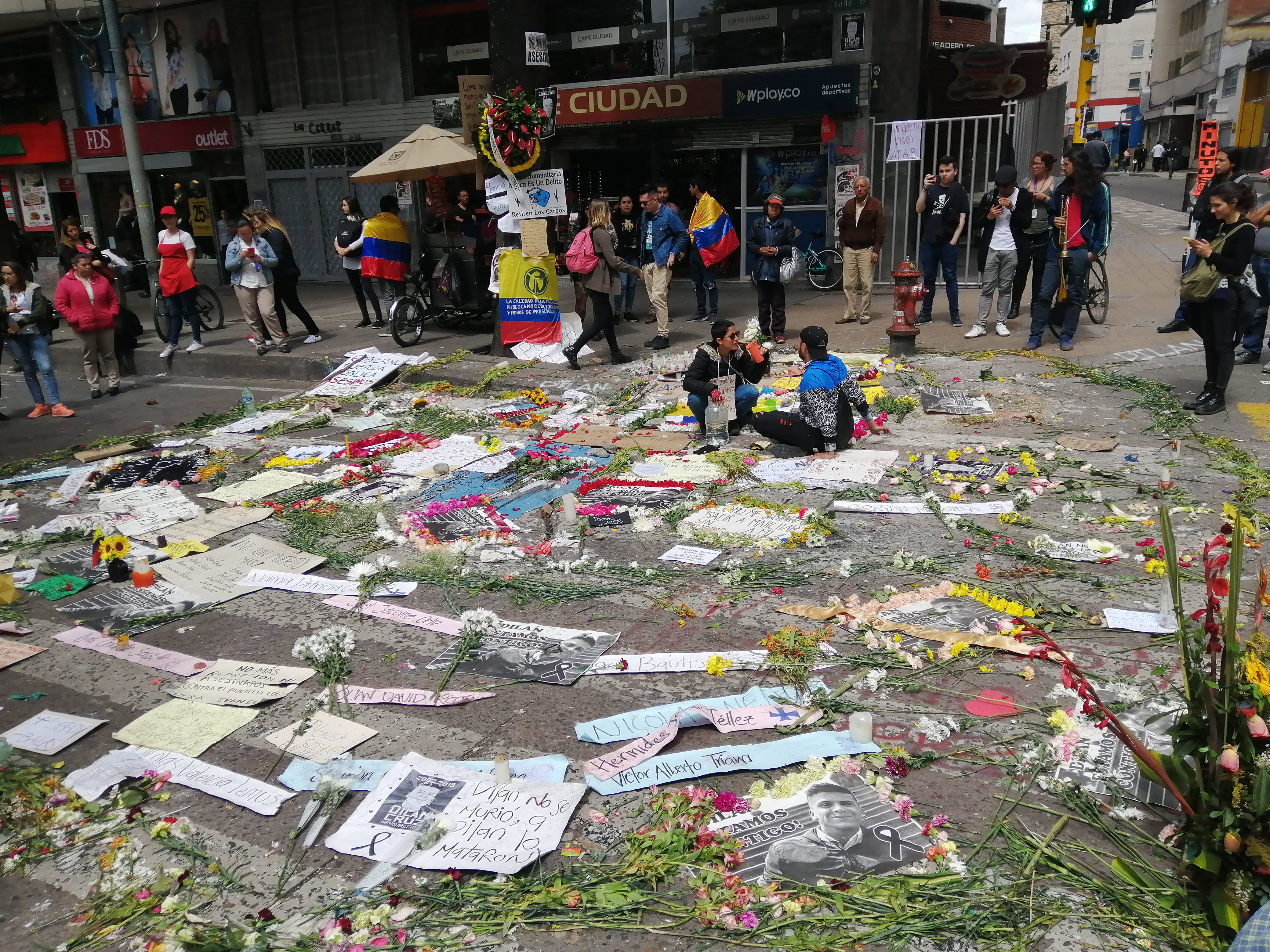
Lloc de l'assassinat de Dilan Cruz, Calle 19 amb Carrera 4a.

Dilan Cruz Medina (Bogotà, 7 de març de 2001 - 25 de novembre de 2019) va ser un estudiant colombià de batxillerat assassinat per un agent de l'Esquadró Mòbil Antiavalots (ESMAD) mentre es manifestava en el marc de les protestes a Colòmbia de 2019 en defensa del dret a l'educació.
Cruz estudiava batxillerat al Colegio Ricaurte IED i estava a punt de graduar-se amb 18 anys. El 23 de novembre de 2019, mentre protestava pacíficament, va ser abatut per una recalzada, una arma de fabricació artesanal disparada per un agent de l'ESMAD. Cruz va romandre en estat crític durant dos dies abans de morir a l'Hospital Universitario San Ignacio de Bogotà.
Tant la Fiscalia General com la Procuradoria iniciaren una investigació sense que l'oficial involucrat en l'assassinat de Cruz fos suspès de les seves funcions. Nogensmenys, Cruz es va convertir en un símbol de la protesta pacífica i la continuïtat de la vaga general.
Després del seu assassinat van començar a circular a les xarxes socials diferents consideracions sobre Cruz, on se li atribuïen conductes inadequades. No obstant això, tant companys com professorat van desmentir amb proves aquestes versions a través de múltiples manifestacions.